# MNK Split
MNK Split – chorwacki klub futsalowy z siedzibą w Splicie, obecnie występuje w 2.HMNL (drugi poziom rozgrywkowy). 

## Sukcesy
- Mistrzostwo Chorwacji (7): 
  - 1996/97
  - 2000/01
  - 2001/02
  - 2002/03
  - 2003/04
  - 2005/06
  - 2010/11
- Puchar Chorwacji (6): 
  - 2000/01
  - 2001/02
  - 2002/03
  - 2004/05
  - 2005/06
  - 2010/11